# 萨尔斯堡 (东比利牛斯省)
萨尔斯堡（法語：Salses-le-Château，法語發音：[sals lə ʃato] ⓘ）是法国东比利牛斯省的一个市镇，位于该省东北部，属于佩皮尼昂区。

## 地理
萨尔斯堡（42°49'58"N, 2°55'8"E）面积71.28 平方千米，位于法国奧克西塔尼大區东比利牛斯省，该省份为法国大陆部分最南部的省份，涵盖了北加泰罗尼亚，北起奥德省，西接阿列日省和安道尔，南与西班牙接壤，东临地中海。
与萨尔斯堡接壤的市镇（或旧市镇、城区）包括：菲图、勒卡特、圣伊波利特、克莱拉、里沃萨尔特、阿格利河畔埃斯皮拉、万格罗、奥普勒-佩里约斯、圣洛朗德拉萨朗克、勒巴尔卡雷斯。
萨尔斯堡的时区为UTC+01:00、UTC+02:00（夏令时）。

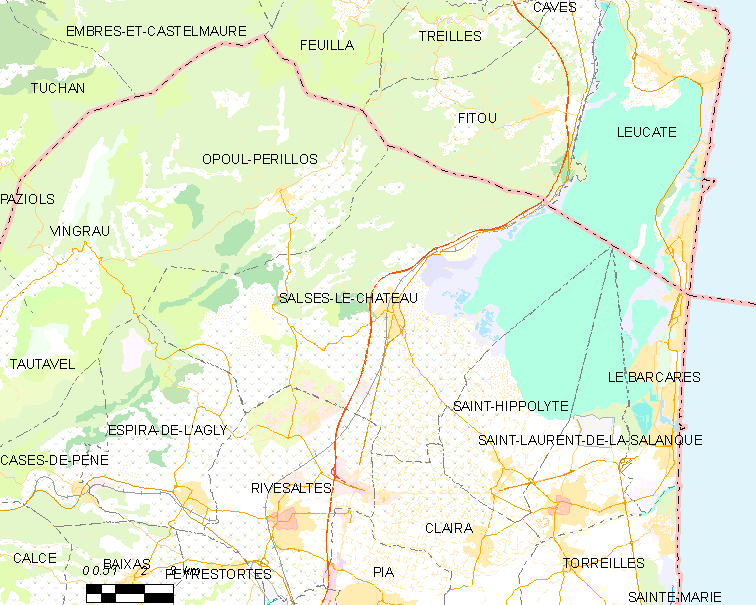
萨尔斯堡的OSM定位图

## 行政
萨尔斯堡的邮政编码为66600，INSEE市镇编码为66190。

## 政治
萨尔斯堡所属的省级选区为阿格利河谷县。

## 人口

1962-2008年间萨尔斯堡人口变化图示

萨尔斯堡于2022年1月1日时的人口数量为3888人。